# Clodomiro Cordero
Clodomiro Cordero (n. Buenos Aires, Argentina; c. 1825 — f. Buenos Aires, Argentina; 27 de septiembre de 1884) fue un abogado, político, periodista y escritor.
Defendió la causa Jordanista desde la prensa.

## Biografía
Desde chico vivió en Entre Ríos, "a la sombra protectora de sus frondosos árboles" y disfrutando el amparo "de sus hogares hospitalarios". Estudió en el Colegio Nacional de Concepción del Uruguay. Recibido de abogado, actuó como Juez de primera instancia.
Diputado provincial en tiempos en  que la Legislatura de Entre Ríos estuvo bajo la influencia de Justo José de Urquiza. defendió la libertad de sufragio prácticamente suprimido por Urquiza y denunció las anomalías de un Poder Judicial dependiente  del caudillo de San José. Escribió en especial sobre el caso Frigueiro, designado como el  encargado de la recaudación de la contribución directa y el arrendamiento de los campos 1869, que originó que se cerraran todas las receptorías públicas. Fue un verdadero escándalo, que incidió sobre el desprestigio de Urquiza.
Integrante de la Cámara que eligió gobernador a Ricardo López Jordán en 1870.
Junto con Onésimo Leguizamón, presentó al General Emilio Mitre una propuesta para tratar, infructuosamente, de solucionar el diferendo entre el gobierno nacional  y López Jordán y sus ministros a quienes Domingo Faustino Sarmiento había puesto fuera de la ley.
Depuesto López Jordán, se radicó en  Buenos Aires, donde, desde las páginas de la prensa defendió, bajo el seudónimo Clodio, la causa jordanista contra el porteñismo. 
Cuando se suscitó la cuestión entre Concepción del Uruguay y Paraná, sobre cuál de estas  ciudades debía ser la sede del gobierno provincial, Cordero, en adhesión a Juan A. Mantero, escribió su obra más conocida: Horacios y Curiacios, publicada en Buenos Aires en 1883, en la que defiende el derecho histórico de Concepción del Uruguay a ser capital de la provincia. Se opuso en forma terminante a ese traslado, e incluso trató, junto con otras personalidades de entonces, de insurreccionar a la población de Concepción del Uruguay.
Ejerció su profesión de abogado en Buenos Aires, distinguiéndose, también como periodista. 
Falleció el 27 de septiembre de 1884 en Buenos Aires.
Sus restos se encuentran en el cementerio de Paraná. 

## Obras
- 1871 - Revolución de Entre Ríos - La guerra y la paz. Buenos Aires: Imprenta La Tribuna.[4] Libro electrónico[5]
- 1883 - Los Horacios y los curiacios Estudios sobre la capital de Entre-Ríos y sus reformas constitucionales. Buenos Aires: Tipografía Italo-Argentina de B. Borghese.[6]  Libro electrónico[7]
- 1884 - La Argentina: su vida y sus instituciones. Buenos Aires : Imprenta Los Tiempos.[8]